# Gender bender

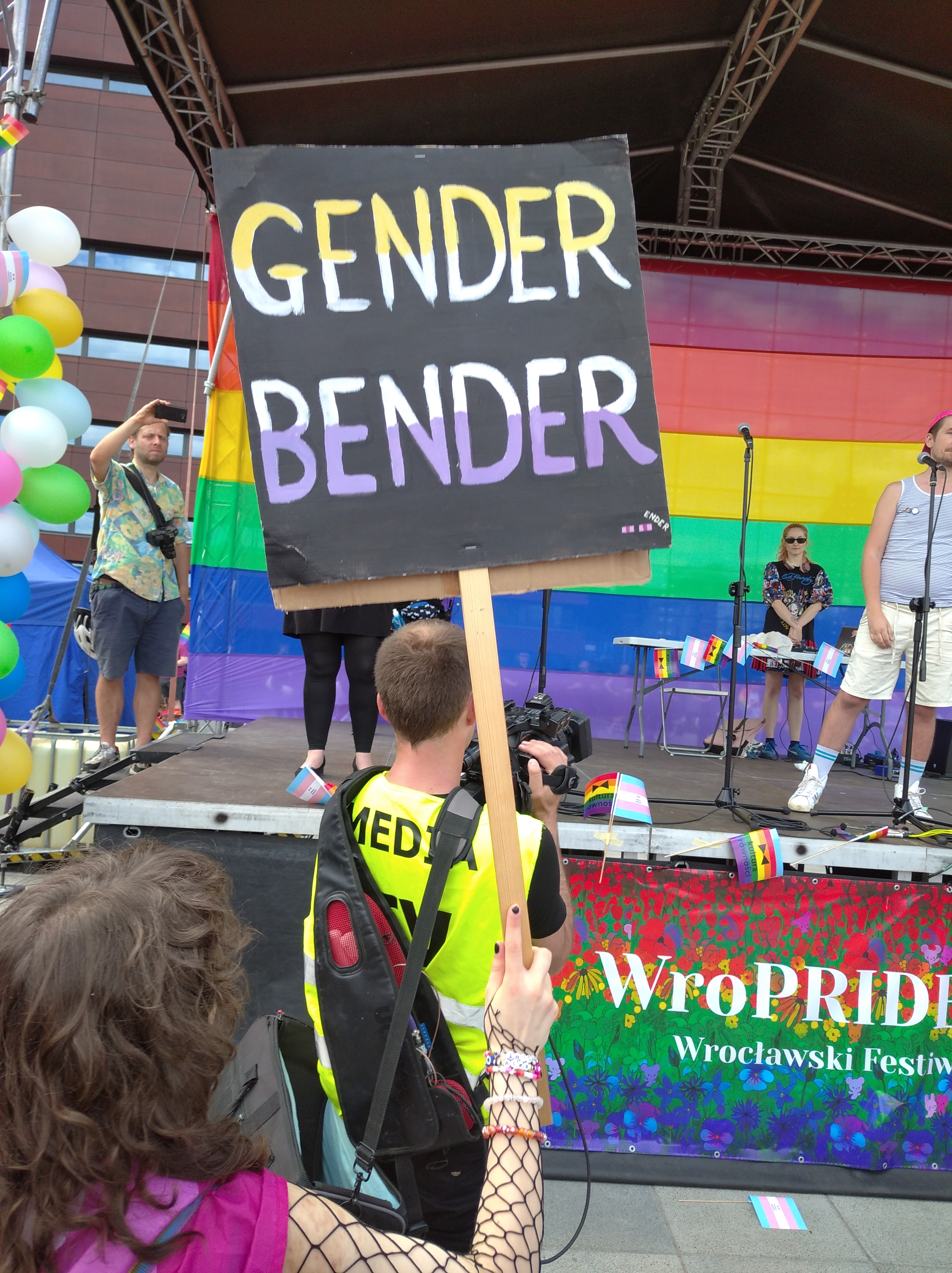
Tabliczka z napisem "gender bender" niesiona przed rozpoczęciem wrocławskiego marszu równości (2022).

Gender bender – osoba, która aktywnie przeciwstawia się tradycyjnym rolom płciowym („zagina” lub „przegina” je), przybierając cechy (na przykad wygląd) płci przeciwnej. Gender bending jest czasem formą aktywizmu społecznego podejmowanego w celu przeciwstawienia się rolom płciowym i dotyczącym ich stereotypom, zwłaszcza w przypadkach, w których gender bender uważa te role za uciążliwe. Może to być reakcja na homofobię, transfobię, lub mizoginię i protest przeciwko nim. Niektóre osoby uprawiające gender bending identyfikują się z płcią przypisaną im przy narodzinach, ale podważają normy społeczne, które przypisuje tej płci społeczeństwo. Ten bunt może obejmować androgyniczny lub nietypowy dla danej płci ubiór, ozdoby, i zachowania. Gender benderzy mogą się identyfikować jako osoby transpłciowe lub genderqueer, jednak wiele osób transpłciowych nie uważa się za gender benderów.    
Gender bending może mieć charakter polityczny, wywodzący z wczesnych ruchów polityki tożsamości w latach 60. i 70., których naczelną zasadą jest idea, że to, co osobiste, jest polityczne. W swoim 1974 artykule Genderfuck and Its Delights, Christopher Lonc wyjaśnia swoją motywację do wykonywania genderfuck. „Chcę skrytykować i wyśmiać role kobiet i mężczyzn, chcę też spróbować pokazać, jak nienormalną mogę być. Chcę ośmieszyć i zniszczyć całą kosmologię restrykcyjnych ról seksualnych i identyfikacji seksualnej”.
Termin „genderfuck” od dawna jest częścią slangu LGBT i zaczął pojawiać się w dokumentach napisanych w latach siedemdziesiątych. Jesse Sheidlower powołuje się na definicję terminu „gender fuck” z pracy L. Humphreysa z 1972 roku „Out of the Closets: Socology of Homosexual Liberation” – „formę rozszerzonego teatru partyzanckiego”. Magazyn Rolling Stone z sierpnia 1972 r., w nawiązaniu do stylu glam rocka określa zjawisko tak: „Nowy «macho» transwestytyzm, zwany wulgarnie «gender fuck», to ciekawa satyra kobiecej impersonacji – sukienki, buty na obcasach, wyrazisty make-up i brody”.

## Gender bending w praktyce
Parodia i przesada są często wykorzystywane do przekraczania ról płciowych, zazwyczaj w celu ujawnienia ich sztuczności. Na przykład osoba angażująca się w gender bending może celowo wyolbrzymiać konwencjonalne pojęcia kobiecości lub męskości. Gender bending można również wykonywać poprzez cross-dressing i androgynię, pokazując sztuczność binarności płciową poprzez oddzielenie ekspresji od płci biologicznej. W ten sposób gender bending protestuje przeciwko esencjalizmowi płci. Czyni to nie tylko poprzez nienormatywny wygląd, ale także przez kwestionowanie normatywnych ról płciowych, cech lub zachowań – na przykład jednostka o kobiecym ciele może być celowo asertywna i nieopiekuńcza, aby rzucić wyzwanie idei tradycyjnej kobiecości. Gender bending opiera się na teorii performatywności płci: rozumieniu płci jako performance. Performować można poprzez fizyczną prezentację (np. odzież, włosy, makijaż i drugorzędne cechy płciowe), a także zachowanie. Ponieważ wiele wyraża się poprzez ubranie, w społeczeństwach, w których można zaobserwować binarny podział na płeć, istnieje powszechne przekonanie, że niektóre ubrania są „męskie” i powinny być noszone tylko przez osoby płci męskiej, a inne są „kobiece” „i powinny być noszone tylko przez osoby płci żeńskiej. Hawkes, socjolog i autor, odnosi się do tego „kodu ubioru” i możliwości oporu: „Uniwersalność kodów strojów i ich znaczenia pozwala na wywrócenie głównego nurtu przekazów, które przekazują, i przez to oświetlają istnienie alternatywnych tożsamości płci.”

### Cross-dressing i androgynia
Cross-dressing może być formą gender bendingu, ponieważ jego celem może być „genderfuck” ról i prezentacji. Androgynia nie musi być zachowaniem gender bendingu, ale można ją uznać za takie, jeśli ktoś jest celowo androgyniczny. Wiele osób, które są androgyniczne, może nie podejmować świadomego wysiłku, aby tak wyglądać.
Wielu sławnych ludzi uprawiało gender bending, cross-dressing albo posiadało androgyniczny wygląd. Gwiazda rocka Prince był bardzo dobrze znany ze swojego androgynicznego stylu i wyglądu. Eddie Izzard zaczął swobodnie mówić o swoim cross-dressingu w 1992 roku.
Szekspir używał postaci uprawiających gender bending i/lub cross-dressing w swoich przedstawieniach. Cztery z pięciu głównych postaci kobiecych w jego sztukach były postrzegane jako kobiety przebierające się za mężczyzn i chłopców: Kleopatra w Antoniuszu i Kleopatrze, Portia w Kupcu weneckim, Rosalinda w Jak wam się podoba, Viola w Wieczorze Trzech Króli.
Cross-dressing ma wiele form w różnych sytuacjach i dziedzinach życia, jedną z nich jest drag.

### Drag
Pokazy drag to występy sceniczne, w których występują drag kings i/lub drag queens. Artyści mogą podczas nich śpiewać, tańczyć, wykonywać stand-up lub lip-sync. Kostiumy i makijaż mogą po prostu upodabniać performera do płci przeciwnej, mogę też służyć parodii lub krytyce stereotypów ról płciowych. Często te „kobiece” lub „męskie” stereotypy i role są przesadzone ze względu na efekt komiczny lub satyryczny, również poprzez makijaż i stroje. Rewie drag zazwyczaj obejmują wyszukane, efektowne kostiumy i występy muzyczne.  
Faux drag (lub bio drag) performer to osoba, która występuje w roli płci, z którą się identyfikuje w życiu codziennym, choć zazwyczaj w przesadzonej formie. Na przykład cispłciowa kobieta, która występuje jako drag queen, jest faux queen (analogicznie w wypadku faux kings).